# Rayleen Lynch
Rayleen Lynch, coniugata Decker (Cairns, 1946), è un'ex cestista australiana.

## Carriera
Con l'Australia ha disputato i Campionati mondiali del 1967.